# Friedrich Schaller
Friedrich Schaller (* 30. August 1920 in Gleismuthhausen, Oberfranken; † 5. Mai 2018 in Wien) war ein deutscher bzw. österreichischer Zoologe.

## Leben
Friedrich Schaller war der Sohn des Volksschullehrers Nikolaus Schaller und dessen Ehefrau Dorothea. Er wuchs hauptsächlich in Rothmannsthal auf. Nach dem Abitur am Neuen Gymnasium in Bamberg studierte Schaller von 1939 bis 1944 Zoologie an der Universität Wien mit den Schwerpunkten Biologie, Anthropologie, Paläontologie und Bodenkunde. Nach Tätigkeiten als Wissenschaftlicher Assistent an der Philipps-Universität Marburg und der Johannes Gutenberg-Universität Mainz war er von 1947 bis 1957 in Mainz ao. Professor. 1950 habilitierte er sich mit einer Schrift über die Ökologie der Collembolen des Mainzer Sandes. 1958 folgte er einem Ruf als Ordinarius an der Technischen Hochschule Braunschweig sowie Instituts- und Museumsdirektor in Braunschweig. 1968 wechselte er als ordentlicher Professor und Vorstand des 1. Zoologischen Instituts der Universität Wien. 1987 wurde er emeritiert.
Schaller lebte in Wien.

## Wirken
Friedrich Schaller war von 1962 bis 1968 Präsident des Verbandes Deutscher Biologen (VDB) sowie von 1970 bis 1973 Präsident der Deutschen Zoologischen Gesellschaft (DZG). Er war zudem acht Jahre lang Gutachter für die Deutsche Forschungsgemeinschaft (DFG).
Die Hauptforschungsbereiche waren bodenzoologische Studien sowie ethologische Untersuchungen an Bodentieren, speziell Collembolen (Springschwänze) und die tropenökologischen Forschungen in Südamerika, speziell am Amazonas, und im Sudan, über Bodentiere und Fische.
Er veröffentlichte circa 200 Artikel und Buchbeiträge zur Bioakustik der Nachtfalter und Amazonasfische, zur biologischen Sprach- und Begriffskritik sowie zu Themen der aktuellen Biologie und ihrer Geschichte. Er war (Mit-)Herausgeber von Zeitschriften (Oecologia, Zoologischer Anzeiger, Zoologica).

## Ehrungen und Auszeichnungen
- 1964 – Ordentliches Mitglied der Braunschweigischen Wissenschaftlichen Gesellschaft
- 1987 – Ehrendoktorwürde der Universität Ulm
- 1993 – Fabricius-Medaille der Deutschen Gesellschaft für allgemeine und angewandte Entomologie
- 1993 – Korrespondierendes Mitglied der Österreichischen Akademie der Wissenschaften
- 1995 – Gregor-J.-Mendel-Medaille der Tschechischen Akademie der Wissenschaften
- 1998 – Ernst-Jünger-Preis für Entomologie des Landes Baden-Württemberg[4]

## Schriften
- Zur Ökologie der Collembolen des Mainzer Sandes. Jena 1951.
- Die Unterwelt des Tierreiches. Kleine Biologie der Bodentiere. Berlin, Göttingen und Heidelberg 1962.
- Collembola (Springschwänze). In: Arthropoda, 2. Insecta, Lfg. 12, Teil 2, Spezielles. ²1970, 72 S. m. Abb.
- als Herausgeber: Zoologica. Originalabhandlungen aus dem Gesamtgebiet der Zoologie. Stuttgart 1975.
- Auf Weltbild(er)suche. Gedanken eines Mitteleuropäers über die Möglichkeiten, zu einem „Weltbild“ zu kommen. Linz 2004.